# رالو برييتو
رالو برييتو (بالإسبانية: Rulo Prieto) هو لاعب كرة قدم إسباني في مركز الدفاع، ولد في 24 أكتوبر 1995 في بلنسية في إسبانيا. لعب مع نادي هويسكا.

## وصلات خارجية
- رالو برييتو على موقع قاعدة بيانات كرة القدم.إي يو (الإنجليزية)
- رالو برييتو على موقع Soccerway.com (الإنجليزية)